# Wassertrüdingen
Wassertrüdingen är en stad i Landkreis Ansbach i Regierungsbezirk Mittelfranken i förbundslandet Bayern i Tyskland. Staden har cirka 6 400 invånare.